# صفت در زبان انگلیسی
صفت کلمه‌ای است که اسم را توصیف می‌کند و در انگلیسی همواره قبل از اسم یا بعد از افعال to be به کار می‌رود.
صفات توصیفی به چهار دسته تقسیم می‌شوند.
- صفات ساده: چنانچه بخواهیم کسی یا چیزی را بدون مقایسه با دیگران توصیف کنیم از صفات ساده استفاده می‌کنیم.

مثال:
- old
- fat
- beautiful
- صفات همپایه: چنانچه دو نفر یا دو چیز در یک صفت مشترک باشند به گونه‌ای که به یک اندازه از آن صفت برخوردار باشند، در این حالت از صفت همپایه استفاده می‌شود.

چنانچه صفت ساده را بین دو as قرار دهیم صفت همپایه به وجود می‌آید.
مثال:
- as old as
- as fat as
- as beautiful as
- as expensive as
- صفات تفضیلی: چنانچه قصد مقایسه دو نفر یا دو چیز را داشته باشیم بگونه‌ای که یکی از آنها در آن صفت برتر از دیگری باشد، در این حالت از صفت تفضیلی استفاده می‌کنیم.

مثال:
- fatter
- older
- bigger
- longer
- taller
- more beautiful
- more expensive
- more interesting
- صفات عالی: چنانچه قصد مقایسه یک نفر یا یک چیز را با افرادی یا چیزهایی داشته باشیم به گونه‌ای که بخواهیم بگوییم آن یک نفر یا یک چیز در یک صفت از دیگران برتر است، در این حالت از صفت عالی استفاده می‌کنیم.

مثال:
- - oldest
- fattest
- youngest

## ساختار
صفت‌ها در زبان انگلیسی تغییرناپذیر هستند، یعنی با توجه به میزان عدد اسم و جنسیت (مذکر و مؤنث) تغییر نمی‌کنند.
| A hot potato یک سیب‌زمینی داغ          |
| Some hot potatoes تعدادی سیب‌زمینی داغ |
| Hardworking men مردان سخت‌کوش          |
| Hardworking women زنان سخت‌کوش         |

برای تأکید و شدت بخشیدن به یک صفت از قیدهای very و really استفاده می‌کنیم.
| A very lazy student یک دانش‌آموز بسیار تنبل          |
| Some really pleasing flowers تعدادی گل واقعاً دلپذیر |

## جایگاه
صفت‌ها در زبان انگلیسی پیش از اسم و بعد از افعالی نظیر seem, look, taste, to be جای می‌گیرند.
| changeable situations موقعیت‌های تغییرپذیر           |
| guilty lawyer وکیل گناهکار                          |
| .That girl is beautiful آن دختر زیبا است.           |
| .You look tired شما خسته به نظر می‌رسید.             |
| .This meat tastes yummy این گوشت طعم خوشمزه‌ای دارد. |